# Slagelse kommun
Slagelse kommun (danska: Slagelse Kommune) är en kommun i Region Själland i östra Danmark. Kommunen har  en yta på 567,34 km² och hade 76 949 invånare 2007. Staden Slagelse är centralort.
I Mullerup Havn i kommunens norra del tillverkades flertalet av de fritidsbåtar av märket Coronet, som var populära i USA på 1970-talet.

## Administrativ historik
Slagelse kommun upprättades den 1 april 1970, som en del av kommunreformen 1970, genom en sammanslagning av Slagelse stad och de sex landskommunerna Havrebjerg, Hejninge, Slagelse Sankt Mikkel, Slagelse Sankt Peder, Stillinge och Vestermose. Kommunen hade 31 770 invånare vid upprättandet. Vestermose landskommun hade då bildats inför kommunreformen genom en frivillig sammanslagning av de fyra landskommunerna Gudum, Kindertofte, Sorterup-Ottestrup och Sønderup-Nordrupvester.
I samband med kommunreformen 2007 utvidgades Slagelse kommun genom en sammanslagning med kommunerna Hashøj, Korsør och Skælskør. Före sammanslagningen hade kommunen haft en yta på 192,00 km². Antalet invånare var 37 037 (2006). Efter sammanslagningen fördubblades invånartalet medan ytan nästan tredubblades.

### Upphörda kommunvapen inom den nuvarande kommunen

Hashøjs kommun (1982–2006)
Korsørs stad (1900–1970) Korsørs kommun (1970–2006)
Skælskørs stad (1938–1970) Skælskørs kommun (1970–2006)
Slagelse stad (1938–1970) Slagelse kommun (1970–2006)

## Borgmästare
- Lis Tribler, 1 januari 2007–31 december 2013
- Sten Knuth, 1 januari 2014–31 december 2017
- John Dyrby Paulsen, 1 januari 2018–31 december 2021[4]
- Knud Vincents, 1 januari 2022–

Denna lista hämtas från Wikidata. Informationen kan ändras där.